# Уильям де Бомон, 3-й граф Уорик
Уильям де Бомон (англ. William de Beaumont; ?—15 ноября 1184), 3-й граф Уорик с 1153, сын Рожера де Бомон, 2-го графа Уорика и Гундрады де Варенн, дочери Вильгельма де Варенна, 2-го графа Суррей и Элизабет де Вермандуа.

## Биография
Уильям де Бомон наследовал своему отцу как граф Уорик в 1153 году. О его правлении в Англии ничего не известно. Вероятно, Уильям умер во время крестового похода, в 1184 году. Он имел две жены, но не оставил наследников, и титул перешёл к его младшему брату Валерану.

## Браки
1-я жена: Марджери д’Эйвиль, дочь Джона д’Эйвиль.
2-я жена: ранее 28 декабря 1175 года Матильда (Мод) де Перси (умерла между ноябрём 1202 и 13 октября 1204), дочь Уильяма де Перси из Топклифа, Йоркшир.